# BSV Borba Lucerne
Maillots
Le BSV Borba Lucerne est un club de handball, situé à Lucerne dans le canton de Lucerne en Suisse.

## Palmarès
- Championnat de Suisse
  - Champion : 1993

## Parcours en coupe d'Europe
| Saison  | Compétition               | Tour           | Opposant                 | Total | Domicile | Extérieur |
| ------- | ------------------------- | -------------- | ------------------------ | ----- | -------- | --------- |
| 1956/57 | Coupe des clubs champions | Qualifiquation | HC La Fraternelle Esch   | 15-9  | 15-9     | -         |
| 1956/57 | Coupe des clubs champions | 1er tour       | TSG Haßloch              | 8-27  | -        | 8-27      |
| 1993/94 | Ligue des champions       | 2e tour        | Halkbank Ankara          |       |          |           |
| 1993/94 | Ligue des champions       | 3e tour        | RK Celje Pivovarna Laško |       |          |           |